# Fast Rescue Craft

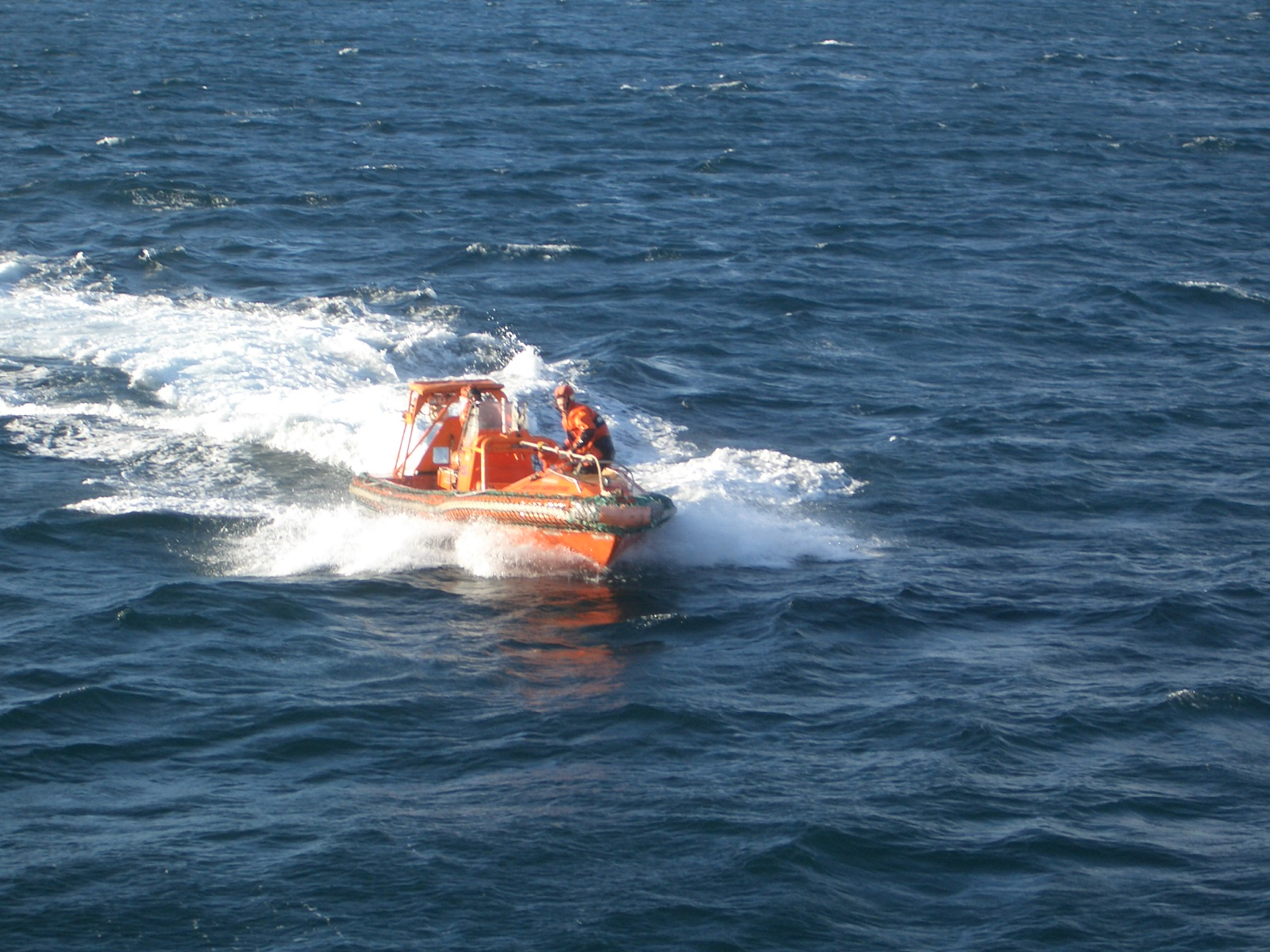
Fast Rescue Craft-oefening in het water rond San Carlos, Falklandeilanden op 5 juni 2006.

Een fast rescue craft, ook wel fast rescue boat (FRB) of MOB boat genaamd, is een kleine boot die is uitgerust met krachtige motoren. FRB's worden meestal gebruikt bij "man-overboord"- oftewel MOB-situaties of bij het te hulp schieten van andere schepen in moeilijkheden. FRB's zijn meestal gebouwd in een RIB-constructie met het oog op stabiliteit en snelheid, om zodoende gebruikt te kunnen worden in alle weersomstandigheden en zeegangen. 
Een FRB is moet altijd uitgerust zijn met een automatisch werkend systeem en een autonoom zelflozend systeem. Ook is het vaartuig voorzien van een buiten- of binnenboordmotor, al dan niet met waterjet-propulsie, waarmee het snelheden kan halen tot 40 knopen en meer. Een FRB is ook gebouwd om snel in en uit het water gelaten te worden en wordt daarom meestal met slechts één kabel overboord gehesen.

## Regulaties
Een FRB wordt vervaardigd onder:
- de International Convention for the Safety of Life at Sea (SOLAS)
- de International Life-Saving Appliance Code (LSA)
- de Maritime Security Council (MSC) 809-resoluties
- de International Convention on Standards of Training, Certification and Watchkeeping for Seafarers (STCW)
- de European Union Council Marine Equipment Directive (MED) 96/98
- en (soms) onder de regulaties van enkele wereldmarktleiders onder de classificatiemaatschappijen.

FRB's zijn sinds 1 juni 2000 verplicht aan boord van roroschepen.